# Solaris Cluster
Oracle Solaris Cluster (a veces Sun Cluster o SunCluster) es un producto de software de clúster de alta disponibilidad para Solaris, creado originalmente por Sun Microsystems, que fue adquirido por Oracle Corporation en 2010. Se utiliza para mejorar la disponibilidad de servicios de software como bases de datos, uso compartido de archivos en una red, sitios web de comercio electrónico u otras aplicaciones. Sun Cluster funciona al tener computadoras o nodos redundantes donde una o más computadoras continúan brindando servicio si falla otra. Los nodos pueden estar ubicados en el mismo centro de datos o en diferentes continentes. 

## Antecedentes
Solaris Cluster proporciona servicios que permanecen disponibles incluso cuando los nodos individuales o los componentes del clúster fallan. Solaris Cluster proporciona dos tipos de servicios de alta disponibilidad: servicios de conmutación por error y servicios escalables. 
Para eliminar puntos únicos de falla, una configuración de Solaris Cluster tiene componentes redundantes, que incluyen múltiples conexiones de red y almacenamiento de datos que se conecta de manera múltiple a través de una red de área de almacenamiento. El software de agrupación en clúster, como Solaris Cluster, es un componente clave en una solución de Continuidad del Negocio, y Solaris Cluster Geographic Edition se creó específicamente para cumplir con ese requisito. 
Solaris Cluster es un ejemplo de software de clúster a nivel de kernel. Algunos de los procesos que ejecuta son procesos normales del sistema en los sistemas en los que opera, pero tiene algún acceso especial al sistema operativo o las funciones del núcleo en los sistemas host. 
En junio de 2007, Sun lanzó el código fuente a Solaris Cluster a través de la comunidad OpenSolaris HA Clusters.

## Solaris Cluster Geographic Edition
SCGE es un marco de gestión que se introdujo en agosto de 2005. Permite que dos instalaciones de Solaris Cluster se administren como una unidad, junto con uno o más productos de replicación de datos, para proporcionar recuperación ante desastres para la instalación de una computadora. Al garantizar que las actualizaciones de datos se replican continuamente en un sitio remoto en tiempo casi real, ese sitio puede asumir rápidamente la prestación de un servicio en caso de que se pierda todo el sitio primario como resultado de un desastre, ya sea natural o humano. -hecho. Esta es una clave para minimizar el objetivo de punto de recuperación (RPO) y el objetivo de tiempo de recuperación (RTO) para el servicio. 

## Sistema de archivos proxy
PxFS (sistema de archivos Proxy) es un sistema de archivos distribuido, de alta disponibilidad, compatible con POSIX interno a los nodos de Solaris Cluster. Los dispositivos globales en Sun Cluster son posibles gracias a PxFS.

## Aplicaciones soportadas
Solaris Cluster utiliza componentes de software llamados agentes que monitorean una aplicación para detectar si está funcionando correctamente y tomar medidas si se detecta un problema. Se incluyen agentes para aplicaciones comunes como Siebel Systems, SAP Livecache, WebLogic Server, Sun Java Application Server, MySQL, Oracle RAC, Oracle E-Business Suite y Samba, entre otros; También hay un asistente que permite al implementador del clúster crear agentes para otras aplicaciones. 